# Ostraváček
Ostraváček byl svého času populární jemný dezert pro děti (podobně jako Pribináček), který se před rokem 1989 v některých tehdejších krajích povinně distribuoval jako svačinka do základních škol. Ostraváček se od roku 1965 vyráběl v Potravinářských závodech Martinov (městský obvod Ostravy). Součástí závodu byl masokombinát, zpracování drůbežího masa, mlékárna, pekárna a cukrářská výroba. Později došlo k rozdělení na jednotlivé potravinářské podniky, které v privatizaci získali nové majitele.
Mlékárenskou produkci na čas převzala neúspěšná martinovská mlékárna, která v polovině 90. let zkrachovala. Tím dočasně skončila historie Ostraváčku. Uvolněné prostory začala od roku 1997 využívát Mlékárna Kunín, a. s., která v roce 2003 do Martinova převedla téměř veškerou svou produkci z původního sídla v obci Kunín. Ve stejném roce byla výroba tvarohovo-smetanového dezertu pod značkou Ostraváček obnovena. Na trhu se  objevil také produkt s názvem Ostraváček, který dodávala společnost Lactalis CZ z Prahy (od roku 2007 vlastník Mlékáren Kunín). Ten však kromě tvarohu obsahoval nově také modifikovaný kukuřičný škrob. V roce 2018 Mlékárna Kunin výrobu Ostraváčku ukončila.
Typická pro Ostraváček byla etiketa s dětskými motivy (hrací míč, červené auto, žlutá kačenka, stylizovaná červená loďka).